# FC Spaeri Tiflis
Der FC Spaeri (georgisch: საფეხბურთო კლუბი სპაერი) ist ein georgischer Fußballverein mit Sitz in Tiflis. Der Verein spielt derzeit in der Erovnuli Liga 2, der zweithöchsten Spielklasse des Landes, und gewann 2024 den georgischen Fußballpokal.

## Geschichte
Spaeri wurde 2017 von fünf Personen gegründet, die für den Sonderdienst des Staatsschutzes arbeiteten. Der Verein begann im Amateurbereich des georgischen Fußballs und stieg 2020 in die Liga 3, die dritthöchste Spielklasse des Landes, auf. Bereits 2018 nahm Spaeri erstmals am David Kipiani Cup, dem georgischen Fußballpokal, teil und schied in der ersten Runde gegen Egrisi mit 0:3 aus.
Ein Jahr später erreichte der Verein das Achtelfinale, unterlag jedoch dem FK Gareji im Elfmeterschießen. 2021 gewann Spaeri die Liga 3 und stieg in die zweitklassige Erovnuli Liga 2 auf, wo sie auf Anhieb Vizemeister wurden. Der Aufstieg in die Erstklassigkeit scheiterte jedoch in den Play-offs gegen den FK Gagra im Elfmeterschießen.
In den Jahren 2022 und 2023 erreichte das Team jeweils das Achtelfinale des Pokals, unterlag jedoch beide Male Torpedo Kutaisi. Der größte Erfolg des Vereins gelang im David Kipiani Cup 2024. Nach einem 1:0-Sieg gegen die Reservemannschaft von Lokomotive Tiflis zog Spaeri erstmals über das Achtelfinale hinaus ins Viertelfinale ein, wo sie den FC Telavi mit 4:3 besiegten. Im Halbfinale schlugen sie den FK Gagra erneut im Elfmeterschießen.
Im Finale am 5. Dezember 2024 im Mixeil-Mesxi-Stadion traf Spaeri auf Dinamo Tiflis und hielt über die regulären 90 Minuten ein 2:2-Unentschieden. Im Elfmeterschießen siegte Spaeri sensationell mit 7:6 und gewann den georgischen Fußballpokal.
Damit qualifizierte sich der Verein erstmals für den europäischen Fußball und sicherte sich einen Platz in der zweiten Qualifikationsrunde der UEFA Conference League 2025/26, wo auf Austria Wien aus Österreich trifft.
Spaeri ist neben dem FK Gagra eines von nur zwei Teams, die als unterklassige Vereine den georgischen Fußballpokal gewonnen haben.
Als Pokalsieger qualifizierte sich der Verein automatisch für den georgischen Supercup 2025 und stieg dort direkt im Halbfinale ein, wo er Torpedo Kutaissi im Elfmeterschießen bezwingen konnte. Im anschließenden Finale gegen Dila Gori unterlag die Mannschaft jedoch mit 0:2.

## FC Spaeri Tbilisi Academy
Die FC Spaeri Tiflis Academy ist die Nachwuchsabteilung des georgischen Zweitligisten FC Spaeri und spezialisiert sich auf die Förderung von Talenten sowie die Entwicklung eigener Spieler.

## Stadion
Der FC Spaeri trägt seine Heimspiele im Spaeri Stadium aus, das im September 2018 in Tiflis eröffnet wurde. Es verfügt über einen Kunstrasenplatz und hat eine Kapazität von 500 Sitzplätzen.

## Erfolge
- Georgischer Pokalsieger: 2024
- Georgischer Super-Cup-Finalist: 2025
- Adjarabet Awards (Rookie of the Year): 2024[10]

## Europapokalbilanz
| Saison  | Wettbewerb             | Runde                  | Gegner       | Gesamt | Hin     | Rück    |
| ------- | ---------------------- | ---------------------- | ------------ | ------ | ------- | ------- |
| 2025/26 | UEFA Conference League | 2. Qualifikationsrunde | Austria Wien | 0:7    | 0:2 (A) | 0:5 (H) |

Gesamtbilanz: 2 Spiele, 2 Niederlagen, 0:7 Tore (Tordifferenz −7)

## Trainerhistorie
- Anzor Kighuradze (seit August 2024)
- Kakhaber Maisuradze (Januar 2019 – August 2024)

## Bekannte Spieler
- Nika Khorkheli (2020–2021)